# Gentofte HF
Gentofte HF er et HF-gymnasium beliggende i Gentofte. Skolen udbyder primært den 2-årige hf-uddannelse, som er adgangsgivende til alle typer af videregående uddannelser, men tilbyder også gymnasial supplering og hf-enkeltfag.
Skolen har ca. 400 elever, som primært kommer fra Gentofte, Lyngby og København.

## Historie
Skolen blev grundlagt i 1882 som Frkn. Schou og Trolles Skole, og flyttede allerede i 1897 til Hellerupvej. I 1906 ændredes navnet til Hellerup højere Pigeskole. De første studenter dimitteredes fra skolen i 1918, og året efter overtoges skolen af staten, der omdøbte den til Hellerupgaard Gymnasium. Gentofte Statsskole blev skolens navn i 1926 efter endnu en flytning; denne gang til C.L. Ibsensvej. To år senere flyttede skolen til de nuværende bygninger på Dahlénsstræde. Københavns Amt overtog skolen i 1986 og omdøbte den til Gentofte Gymnasium. I 1988 nedlagdes gymnasieafdelingen, og siden har navnet været Gentofte HF. 
Siden 2007 har skolen været selvejende. Rektor er Henrik Cornelius.

## Kendte studenter
- 1931: Ellen Larsen, cand.jur. og byretsdommer
- 1936: Børge Fristrup, geograf og ekspeditionsdeltager
- 1945: Flemming Woldbye, kemiker og rektor for Danmarks Tekniske Universitet
- 1946: Ebbe Spang-Hanssen, professor
- 1946: Nils Foss, direktør og civilingeniør
- 1955: Mette Winge, forfatterinde, litteraturkritiker og dr.phil. og tidligere programchef i DR
- 1960: Leo Bresson, rektor
- 1970: Jan Norgaard, officer
- 1970: Michael Ehrenreich, journalist og redaktør
- 1976: Bo Lidegaard, historiker, dr.phil. og tidligere ansvarshavende chefredaktør for Politiken
- 1977: Benedikte Hansen, skuespillerinde
- 1981: Ulrik Haagerup, journalist og tidligere chef for DR Nyheder
- 1985: Katrine Marie Guldager, forfatterinde
- 1987: Thomas Vinterberg, filminstruktør og manuskriptforfatter